# Lertjärnen (Ströms socken, Jämtland)
Lertjärnen är en sjö i Strömsunds kommun i Jämtland och ingår i Ångermanälvens huvudavrinningsområde.